# The Iron Giant
Robot Khổng Lồ (The Iron Giant) là một phim điện ảnh hoạt hình khoa học viễn tưởng của Mỹ năm 1999 sử dụng cả hoạt hình truyền thống và hoạt hình máy tính, do Warner Bros. Feature Animation sản xuất, đồng thời là phim đạo diễn đầu tay của Brad Bird. Dựa trên tiểu thuyết The Iron Man của Ted Hughes năm 1968 (tựa đề phát hành tại Hoa Kỳ là The Iron Giant), kịch bản phim được chắp bút bởi Tim McCanlies từ đầu truyện do Bird xử lý. Phim có sự tham gia lồng tiếng của Eli Marienthal, Christopher McDonald, Jennifer Aniston, Harry Connick, Jr., John Mahoney và Vin Diesel. Lấy bối cảnh ở thời kì chiến tranh Lạnh vào năm 1957, phim kể về một cậu bé tên là Hogarth Hughes phát hiện và kết bạn với một người máy khổng lồ rơi xuống từ ngoài vũ trụ. Với sự giúp đỡ từ nghệ sĩ beatnik Dean McCoppin, họ đã cố gắng để ngăn chặn quân đội Hoa Kỳ và một đặc vụ liên bang hoang tưởng có tên Kent Mansley phát hiện và tiêu diệt người khổng lồ.